# Plac Szarych Szeregów (Stettin)
Der Szarych-Szeregów-Platz (sinngemäß „Platz der Grauen Reihen“, polnisch plac Szarych Szeregów, deutsch bis 1945 Arndtplatz) ist ein von den fünf sternförmigen Plätzen der polnischen Stadt Stettin. Der Platz befindet sich im Stadtbezirk Śródmieście, Siedlung Centrum. Er ist ein Teil der Droga wojewódzka 115.

## Namensursprung
Der Platz wurde 1879 Arndtplatz genannt. Den ersten Namen verdankte er dem deutschen Schriftsteller, Historiker und Abgeordnetem Ernst Moritz Arndt. Seinen zweiten Namen Plac Sprzymierzonych trug der Platz von 1945 bis 1950. 1950–1956 wurde der Platz Plac Konstantego Rokossowskiego genannt. 1956 wurde er in Plac Lenina umgetauft. 1991 kehrte der Name Plac Sprzymierzonych zurück. Letzte Umbenennung erfolgte 2009, als der Platz seinen heutigen Namen erhielt.

## Geschichte
Der Entwurf des Platzes entstand 1879. Rund um den Platz wurden vier mehrstöckige eklektizistische Mietshäuser sowie zwei Villen gebaut. In den 1970er Jahren gab es Pläne, den Platz zu modernisieren. Der Bau von unterirdischen Fußgängerübergängen und Fahrspuren wurde in Betracht gezogen, ebenso wie die Verlegung der Straßenbahnlinie in den Tunnel. Die Pläne wurden nicht umgesetzt und die historische Gestaltung des Platzes ist bis heute erhalten geblieben.
Am 19. März 2000 wurde auf dem Platz ein Denkmal für Józef Piłsudski nach einem Entwurf von Bohdan Ronin-Walknowski enthüllt.

## Lage
4 Straßen führen sternförmig zu diesem Platz. Dies sind:
- Ulica Marszałka Józefa Piłsudskiego
- Ulica Wielkopolska
- Aleja Wojska Polskiego
- Ulica 5 Lipca
- Aleja Piastów

## Galerie

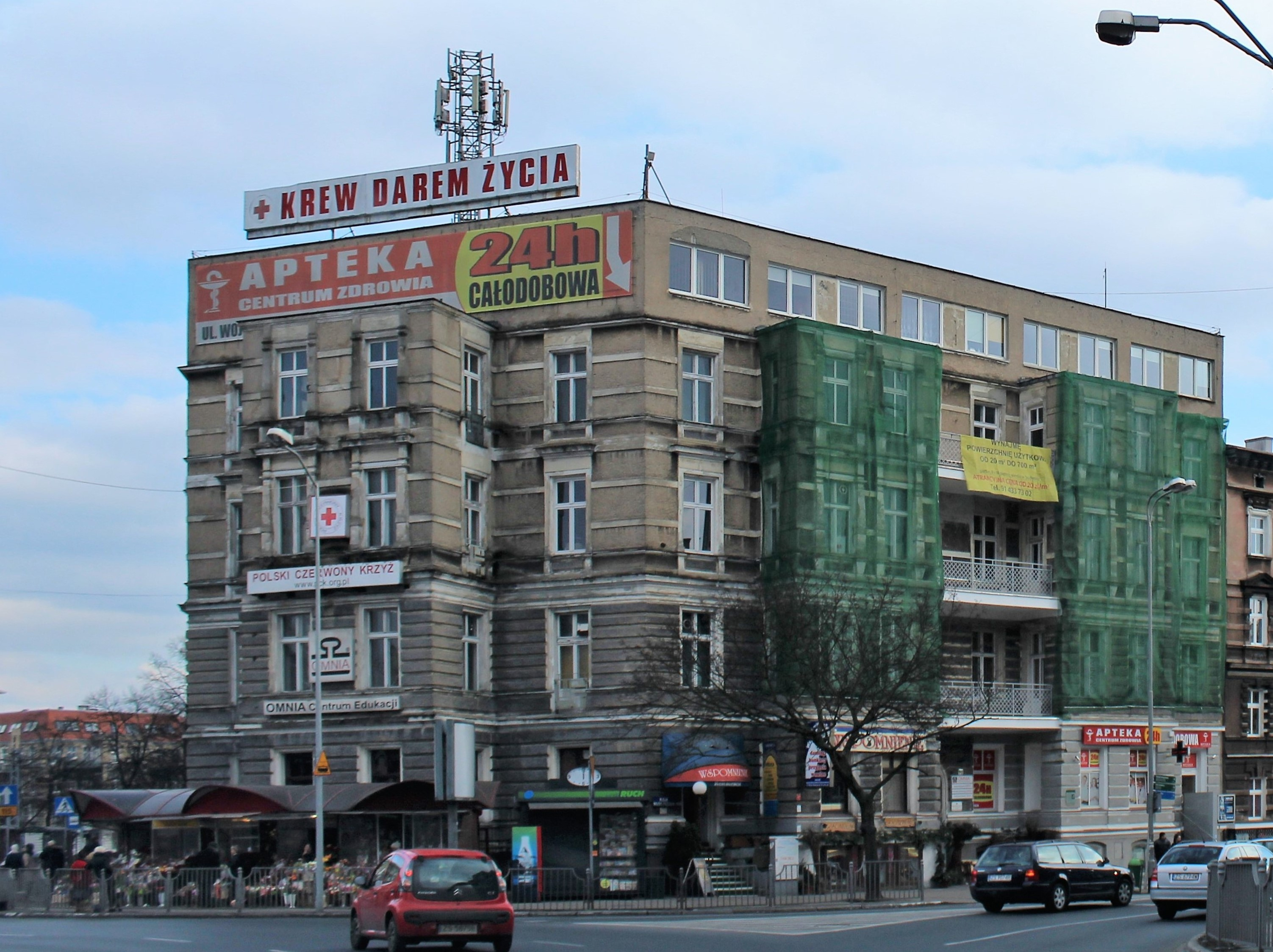
Mietshaus Aleja Wojska Polskiego Ecke Ulica Piłsudskiego, in dem Wilhelm Meyer-Schwartau wohnte.
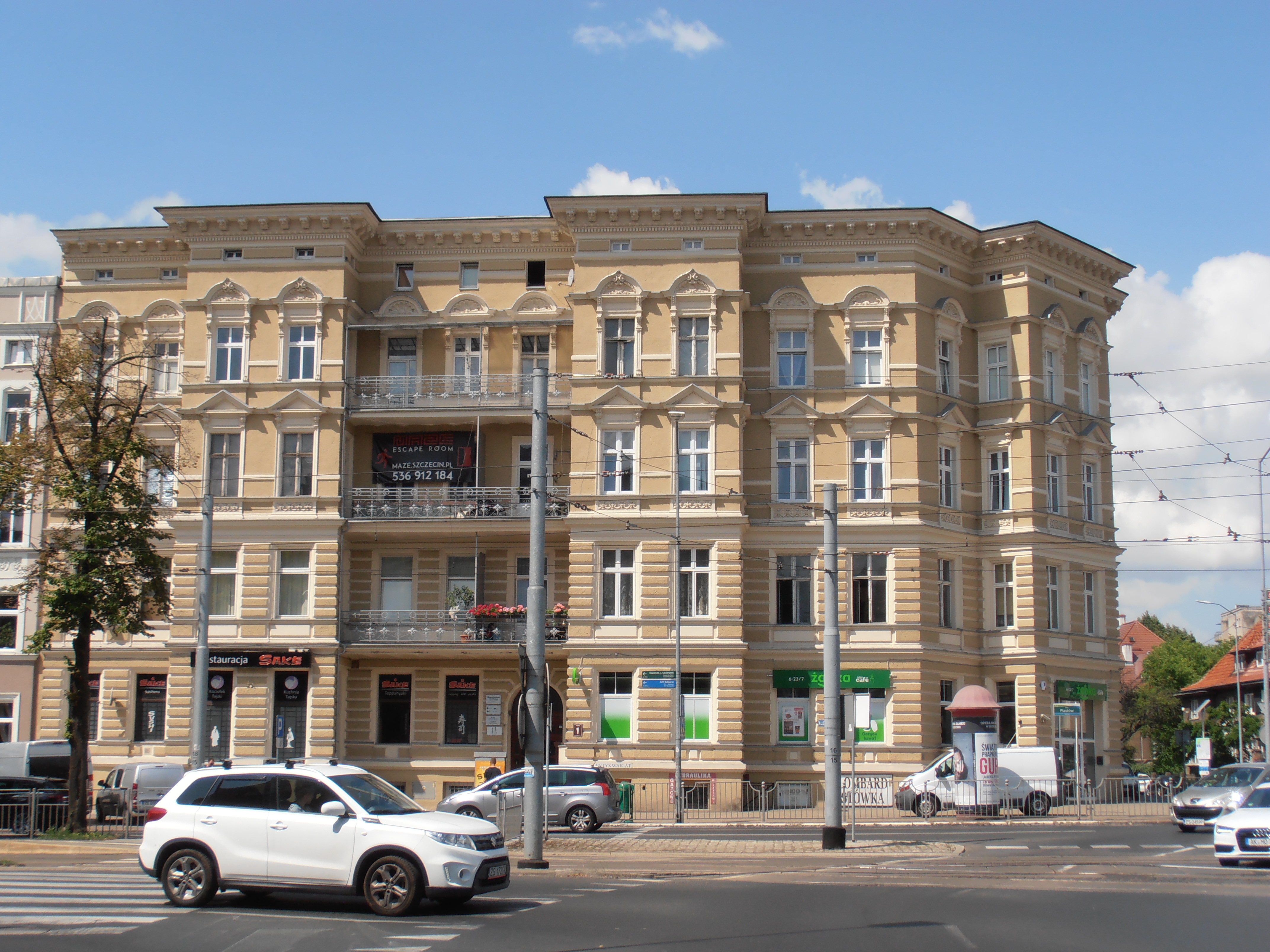
Mietshaus Aleja Piastów Ecke Ulica 5 Lipca
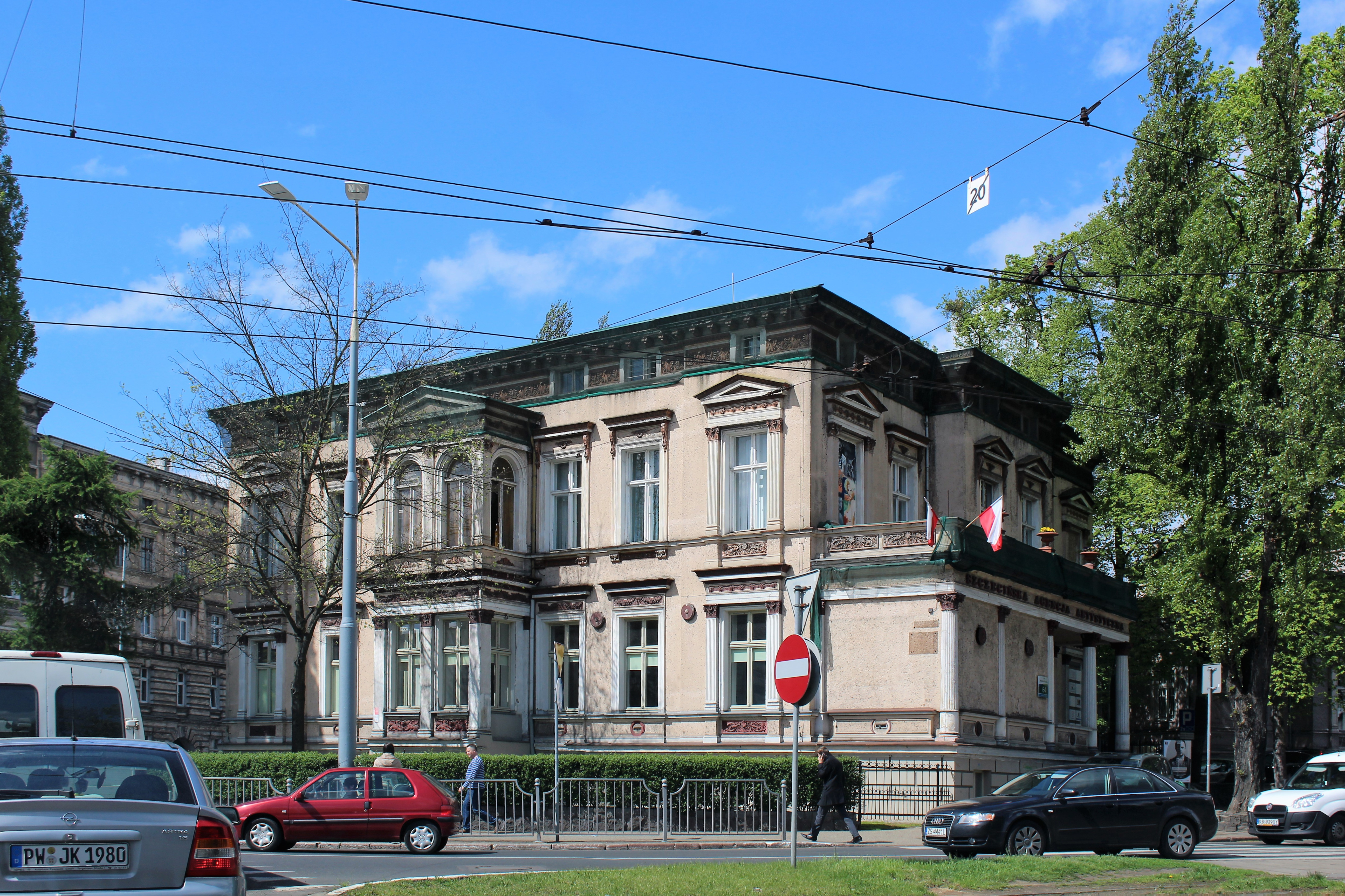
Heinrich-Stolting-Willa, Aleja Wojska Polskiego Ecke Ulica 5 Lipca
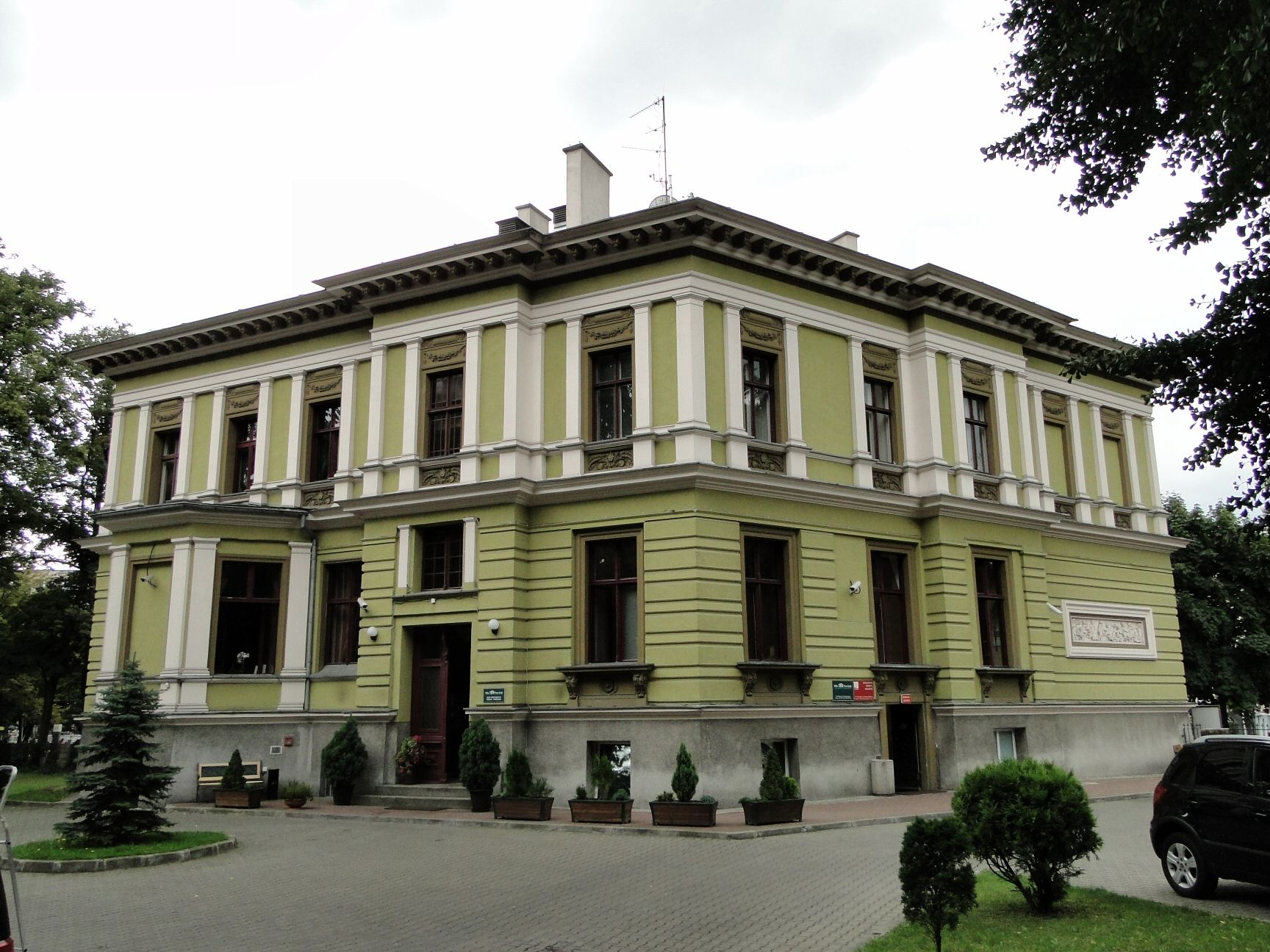
Willa Westend, Aleja Wojska Polskiego Ecke Ulica Wielkopolska